# 伊沢千夏
伊沢 千夏（いざわ ちなつ、1985年7月14日 - ）は、日本のAV女優・ストリッパー。
趣味・特技・音楽鑑賞・料理

## 略歴
- 2005年に『初花』でKUKI専属女優としてAVデビュー。
- 2006年11月にエスワンに移籍し『セル初×ギリギリモザイク ギリギリモザイク』でセルデビュー。
- 2007年6月よりフリーになる。
- 2007年11月浅草ロック座に出演。

## 作品

### イメージビデオ
- 裸体（2005年7月25日、シャッフル）

### アダルトビデオ
2005年
- 初花（レンタル）/恋色（セル）（9月30日(レンタル）/10月21日(セル）、KUKI）
- 花蜜（10月30日、KUKI）
- 純写（11月30日(レンタル）/12月18日(セル）、KUKI）
- 素顔snaps（12月31日、KUKI）

2006年
- ブルーフィルム（1月31日、KUKI）
- 美女惑星（2月24日、KUKI）
- 匂い姉（2月28日、KUKI）
- 思春期（3月24日、KUKI）
- SEX LADY（4月28日、KUKI）
- 妄想コールガール（4月28日、KUKI）
- ボディフェティッシュ（5月24日、KUKI）
- 奥までびしょ濡れ（レンタル）/伊沢千夏は奥までびしょ濡れ（セル）（6月26日(レンタル）/9月29日(セル）、KUKI）
- 羞恥スレイブ（レンタル）/伊沢千夏は羞恥プレイの虜（セル）（7月21日(レンタル）10月27日（セル）、KUKI）
- fetish（7月28日、KUKI）
- マゾ遊戯（8月24日(レンタル）/2006年11月27日(セル）、KUKI）
- セル初×ギリギリモザイク ギリギリモザイク（11月19日、エスワン）
- ギリギリモザイク バコバコ乱交20（12月19日、エスワン）

2007年
- ギリギリモザイク おっきいチンポでバコバコ!（1月19日、エスワン）
- ハイパーギリギリモザイク 特殊浴場TSUBAKI 貸切入浴料1億円（5月3日、エスワン）※AV OPEN 2007エントリー作品
- 美人音楽女教師伊沢千夏20連発中出し!（6月25日、ダスッ!）
- 悶絶アクメ無制限潮吹き（8月25日、ダスッ!）
- となりの美人妻 第2章 5人の美人妻たち（8月11日、隼エージェンシー）
- 美脚中出し5（9月8日、隼エージェンシー）
- オナニスト ［第十八章］（9月8日、隼エージェンシー）
- 私のマ○コとお口に貴方のザーメンをください（9月19日、BRAVO）
- ノーモザイクおまんこ 9（10月13日 カルマ）
- フェラコレ2007秋SP（10月13日 隼エージェンシー）他多数出演
- こだわりの手コキ 4時間SP VI 30人のハンドメイド（11月10日、隼エージェンシー）
- キスマニア Vol.4（11月19日、BRAVO）
- ハイパー×ギリギリモザイク 特殊浴場TSUBAKI8時間（12月7日、エスワン）

2008年
- COOL BEAUTY（1月12日、フリービジョン）
- 癒らし。VOL.43（1月25日、アウダースジャパン）
- 中出しFUCK（2月9日、隼エージェンシー）
- 黒人 中出し20連発（2月21日、アイエナジー）
- 私立IP女学院3（3月1日、アイデアポケット）
- 団地妻生中出し 12（4月4日、TMA）
- FELLATIO FESTIVAL 9（5月1日、アイデアポケット）
- 24人の乳もみインタビュー 4時間 2（6月20日、TMA）
- フェラコレ2008夏SP（7月12日 隼エージェンシー）
- 催眠術をかけてハメちゃいました（7月19日 BRAVO）
- ギャルレイプ II 無理やり犯される7人のギャルたち（8月9日 隼エージェンシー）
- 狙われた人妻 第6章 無理やり犯される7人の人妻たち（8月9日 隼エージェンシー）
- こだわりの手コキ 4時間SP IX（8月9日 隼エージェンシー）

2009年
- スチュワーデス Premium （5月5日、フリービジョン）

## テレビ
- エロパラNight　（GyaOジョッキー2007年10月23日放送分）
- 桃のふくらみ（MONDO TV）
- 美女と湯けむり（旅チャンネル）